# Maren Kirkeeide
Maren Hjelmeset Kirkeeide (ur. 1 marca 2003) – norweska biathlonistka, medalistka mistrzostw świata, złota medalistka mistrzostw świata juniorów.

## Kariera
Po raz pierwszy na arenie międzynarodowej pojawiła się w 2022 roku, startując na mistrzostwach świata juniorów w Soldier Hollow. Zdobyła tam złoty medal w sprincie, w sztafecie była czwarta, w biegu pościgowym piąta, a w biegu indywidualnym zajęła 17. miejsce.
W Pucharze Świata zadebiutowała 12 stycznia 2023 roku w Ruhpolding, zajmując 50. miejsce w biegu indywidualnym. Pierwsze punkty wywalczyła 18 marca 2023 roku w Oslo, gdzie zajęła 25. miejsce w sprint. Na podium zawodów pucharowych pierwszy raz stanęła 9 stycznia 2025 roku w Oberhofie, kończąc rywalizację w sprincie na drugiej pozycji.
Jest siostrzenicą Odd-Bjørna Hjelmeseta i kuzynką Larsa Agnara Hjelmeseta.

## Osiągnięcia

### Mistrzostwa świata
| Rok  | Miejscowość | Konkurencje | Konkurencje | Konkurencje | Konkurencje | Konkurencje | Konkurencje | Konkurencje |
| Rok  | Miejscowość | IN          | SP          | PU          | MS          | RL          | MR          | SR          |
| ---- | ----------- | ----------- | ----------- | ----------- | ----------- | ----------- | ----------- | ----------- |
| 2025 | Lenzerheide | 8.          | 16.         | 33.         | 3.          | 2.          | 4.          | –           |

### Mistrzostwa świata juniorów
| Rok  | Miejscowość    | Konkurencje | Konkurencje | Konkurencje | Konkurencje | Konkurencje | Konkurencje | Konkurencje |
| Rok  | Miejscowość    | IN          | SP          | PU          | MS          | RL          | MR          | SR          |
| ---- | -------------- | ----------- | ----------- | ----------- | ----------- | ----------- | ----------- | ----------- |
| 2022 | Soldier Hollow | 17.         | 1.          | 5.          | nd.         | 4.          | nd.         | nd.         |

### Puchar Świata

#### Miejsca w klasyfikacji generalnej
| Sezon     | Miejsce |
| --------- | ------- |
| 2022/2023 | 74.     |
| 2023/2024 | 54.     |
| 2024/2025 | 10.     |

#### Miejsca na podium indywidualnie
| Lp. | Dzień       | Rok  | Miejscowość | Konkurencja             | Lokata | Pudła   | Czas biegu | Strata | Zwycięzca      |
| --- | ----------- | ---- | ----------- | ----------------------- | ------ | ------- | ---------- | ------ | -------------- |
| 1.  | 9 stycznia  | 2025 | Oberhof     | Sprint na 7,5 km        | 2.     | 1+0     | 22:52,8    | +31,1  | Paula Botet    |
| 2.  | 11 stycznia | 2025 | Oberhof     | Bieg pościgowy na 10 km | 2.     | 0+2+0+0 | 31:14,9    | +18,1  | Lou Jeanmonnot |